# ديفيد فيرنر عمرام
ديفيد فيرنر عمرام (بالإنجليزية: David Werner Amram)‏ هو محامي أمريكي، ولد في 16 مايو 1866، وتوفي في 27 يونيو 1939.